# Lista över fornlämningar i Enköpings kommun (Frösthult)
Lista över fornlämningar i Enköpings kommun (Frösthult) är en förteckning av ett urval av de fornlämningar som finns i Frösthult i Enköpings kommun.
| Namn                         | Lämningstyp                 | Tillkomsttid | Historisk indelning | Plats | Läge                 | ID-nr          | Bild                                      |
| ---------------------------- | --------------------------- | ------------ | ------------------- | ----- | -------------------- | -------------- | ----------------------------------------- |
| Frösthult 1:1                | Gravfält                    |              | Frösthult, Uppland  |       | 59.722535, 16.971902 | 10022600010001 | Ladda upp en bild av detta fornminne      |
| Frösthult 1:2                | Stensättning                |              | Frösthult, Uppland  |       | 59.722510, 16.971054 | 10022600010002 | Ladda upp en bild av detta fornminne      |
| U 1152 (Frösthult 2:1)       | Runristning                 |              | Frösthult, Uppland  |       | 59.733803, 17.015315 | 10022600020001 | Ladda upp en till bild av detta fornminne |
| Frösthult 3:1                | Gravfält                    |              | Frösthult, Uppland  |       | 59.734902, 17.014879 | 10022600030001 | Ladda upp en bild av detta fornminne      |
| Frösthult 4:1                | Hällristning                |              | Frösthult, Uppland  |       | 59.735214, 17.014622 | 10022600040001 | Ladda upp en bild av detta fornminne      |
| Frösthult 5:1                | Gravfält                    |              | Frösthult, Uppland  |       | 59.731527, 17.005258 | 10022600050001 | Ladda upp en bild av detta fornminne      |
| U 1151 (Frösthult 6:1)       | Runristning                 |              | Frösthult, Uppland  |       | 59.736263, 16.998468 | 10022600060001 | Ladda upp en till bild av detta fornminne |
| Frösthult 7:1                | Gravfält                    |              | Frösthult, Uppland  |       | 59.731285, 17.003323 | 10022600070001 | Ladda upp en bild av detta fornminne      |
| Frösthult 8:1                | Stensättning                |              | Frösthult, Uppland  |       | 59.737927, 16.920085 | 10022600080001 | Ladda upp en bild av detta fornminne      |
| Frösthult 9:1                | Stensättning                |              | Frösthult, Uppland  |       | 59.730242, 16.959594 | 10022600090001 | Ladda upp en bild av detta fornminne      |
| Frösthult 11:1               | Stensättning                |              | Frösthult, Uppland  |       | 59.721285, 16.953577 | 10022600110001 | Ladda upp en bild av detta fornminne      |
| Frösthult 11:2               | Stensättning                |              | Frösthult, Uppland  |       | 59.721296, 16.953962 | 10022600110002 | Ladda upp en bild av detta fornminne      |
| Frösthult 11:3               | Stensättning                |              | Frösthult, Uppland  |       | 59.721111, 16.953329 | 10022600110003 | Ladda upp en bild av detta fornminne      |
| Frösthult 12:1               | Grav markerad av sten/block |              | Frösthult, Uppland  |       | 59.732310, 16.957484 | 10022600120001 | Ladda upp en bild av detta fornminne      |
| Frösthult 13:1               | Stensättning                |              | Frösthult, Uppland  |       | 59.735333, 16.934794 | 10022600130001 | Ladda upp en bild av detta fornminne      |
| Frösthult 14:1               | Gravfält                    |              | Frösthult, Uppland  |       | 59.734112, 16.993522 | 10022600140001 | Ladda upp en bild av detta fornminne      |
| Frösthult 16:1               | Hällristning                |              | Frösthult, Uppland  |       | 59.725932, 16.971405 | 10022600160001 | Ladda upp en bild av detta fornminne      |
| Frösthult 18:1               | Stensättning                |              | Frösthult, Uppland  |       | 59.723036, 16.963541 | 10022600180001 | Ladda upp en bild av detta fornminne      |
| Frösthult 18:2               | Stensättning                |              | Frösthult, Uppland  |       | 59.723060, 16.963747 | 10022600180002 | Ladda upp en bild av detta fornminne      |
| Frösthult 21:1               | Stensättning                |              | Frösthult, Uppland  |       | 59.721531, 16.961776 | 10022600210001 | Ladda upp en bild av detta fornminne      |
| Frösthult 22:1               | Hög                         |              | Frösthult, Uppland  |       | 59.741069, 16.925558 | 10022600220001 | Ladda upp en bild av detta fornminne      |
| Frösthult 23:1               | Gravfält                    |              | Frösthult, Uppland  |       | 59.740721, 16.926611 | 10022600230001 | Ladda upp en bild av detta fornminne      |
| Frösthult 26:1               | Gravfält                    |              | Frösthult, Uppland  |       | 59.741169, 16.934520 | 10022600260001 | Ladda upp en bild av detta fornminne      |
| Kungsbacken (Frösthult 28:1) | Stensättning                |              | Frösthult, Uppland  |       | 59.749418, 16.941170 | 10022600280001 | Ladda upp en bild av detta fornminne      |
| Kungsbacken (Frösthult 28:2) | Grav markerad av sten/block |              | Frösthult, Uppland  |       | 59.749655, 16.941109 | 10022600280002 | Ladda upp en bild av detta fornminne      |
| Frösthult 30:1               | Stensättning                |              | Frösthult, Uppland  |       | 59.748271, 16.923189 | 10022600300001 | Ladda upp en bild av detta fornminne      |
| Frösthult 31:1               | Stensättning                |              | Frösthult, Uppland  |       | 59.745927, 16.920794 | 10022600310001 | Ladda upp en bild av detta fornminne      |
| Frösthult 32:1               | Röse                        |              | Frösthult, Uppland  |       | 59.756533, 16.929909 | 10022600320001 | Ladda upp en bild av detta fornminne      |
| Frösthult 33:1               | Röse                        |              | Frösthult, Uppland  |       | 59.756030, 16.932039 | 10022600330001 | Ladda upp en bild av detta fornminne      |
| Frösthult 34:1               | Stensättning                |              | Frösthult, Uppland  |       | 59.759877, 16.942382 | 10022600340001 | Ladda upp en bild av detta fornminne      |
| Frösthult 35:1               | Stensättning                |              | Frösthult, Uppland  |       | 59.761193, 16.938225 | 10022600350001 | Ladda upp en bild av detta fornminne      |
| Frösthult 36:1               | Stensättning                |              | Frösthult, Uppland  |       | 59.761488, 16.939006 | 10022600360001 | Ladda upp en bild av detta fornminne      |
| Frösthult 36:2               | Stensättning                |              | Frösthult, Uppland  |       | 59.761368, 16.938784 | 10022600360002 | Ladda upp en bild av detta fornminne      |
| Frösthult 37:1               | Stensättning                |              | Frösthult, Uppland  |       | 59.760619, 16.939523 | 10022600370001 | Ladda upp en bild av detta fornminne      |
| Frösthult 37:2               | Stensättning                |              | Frösthult, Uppland  |       | 59.760713, 16.939278 | 10022600370002 | Ladda upp en bild av detta fornminne      |
| Frösthult 38:1               | Gravfält                    |              | Frösthult, Uppland  |       | 59.758041, 16.942912 | 10022600380001 | Ladda upp en bild av detta fornminne      |
| Frösthult 40:1               | Gravfält                    |              | Frösthult, Uppland  |       | 59.757500, 16.944505 | 10022600400001 | Ladda upp en bild av detta fornminne      |
| Frösthult 44:1               | Gravfält                    |              | Frösthult, Uppland  |       | 59.755334, 16.947133 | 10022600440001 | Ladda upp en bild av detta fornminne      |
| Frösthult 46:1               | Stensättning                |              | Frösthult, Uppland  |       | 59.735857, 16.951089 | 10022600460001 | Ladda upp en bild av detta fornminne      |
| Frösthult 52:1               | Stensättning                |              | Frösthult, Uppland  |       | 59.736252, 16.947800 | 10022600520001 | Ladda upp en bild av detta fornminne      |
| Frösthult 52:2               | Grav markerad av sten/block |              | Frösthult, Uppland  |       | 59.736131, 16.947725 | 10022600520002 | Ladda upp en bild av detta fornminne      |
| Frösthult 55:1               | Stensättning                |              | Frösthult, Uppland  |       | 59.733847, 16.958710 | 10022600550001 | Ladda upp en bild av detta fornminne      |
| Frösthult 56:1               | Stensättning                |              | Frösthult, Uppland  |       | 59.737208, 16.948085 | 10022600560001 | Ladda upp en bild av detta fornminne      |
| Frösthult 67:1               | Stensättning                |              | Frösthult, Uppland  |       | 59.738455, 16.954143 | 10022600670001 | Ladda upp en till bild av detta fornminne |
| Frösthult 87:1               | Stensättning                |              | Frösthult, Uppland  |       | 59.727622, 16.974498 | 10022600870001 | Ladda upp en bild av detta fornminne      |
| Frösthult 90:1               | Stensättning                |              | Frösthult, Uppland  |       | 59.724944, 16.978890 | 10022600900001 | Ladda upp en bild av detta fornminne      |
| Frösthult 91:1               | Stensättning                |              | Frösthult, Uppland  |       | 59.725696, 16.979324 | 10022600910001 | Ladda upp en bild av detta fornminne      |
| Frösthult 93:1               | Stensättning                |              | Frösthult, Uppland  |       | 59.727952, 16.981523 | 10022600930001 | Ladda upp en bild av detta fornminne      |
| Frösthult 93:2               | Stensättning                |              | Frösthult, Uppland  |       | 59.727930, 16.981272 | 10022600930002 | Ladda upp en bild av detta fornminne      |
| Frösthult 93:3               | Stensättning                |              | Frösthult, Uppland  |       | 59.728126, 16.981116 | 10022600930003 | Ladda upp en bild av detta fornminne      |
| Frösthult 113:1              | Stensättning                |              | Frösthult, Uppland  |       | 59.728521, 16.980652 | 10022601130001 | Ladda upp en bild av detta fornminne      |
| Frösthult 116:1              | Stensättning                |              | Frösthult, Uppland  |       | 59.733479, 16.984867 | 10022601160001 | Ladda upp en bild av detta fornminne      |
| Frösthult 120:1              | Stensättning                |              | Frösthult, Uppland  |       | 59.757318, 16.932923 | 10022601200001 | Ladda upp en bild av detta fornminne      |
| Frösthult 120:2              | Stensättning                |              | Frösthult, Uppland  |       | 59.757407, 16.932856 | 10022601200002 | Ladda upp en bild av detta fornminne      |
| Frösthult 127:1              | Stensättning                |              | Frösthult, Uppland  |       | 59.734375, 16.943307 | 10022601270001 | Ladda upp en bild av detta fornminne      |
| Frösthult 130:1              | Hällristning                |              | Frösthult, Uppland  |       | 59.750077, 16.941956 | 10022601300001 | Ladda upp en bild av detta fornminne      |
| Frösthult 156                | Stensättning                |              | Frösthult, Uppland  |       | 59.734711, 16.940700 | 12000000003559 | Ladda upp en bild av detta fornminne      |
| Frösthult 157                | Lägenhetsbebyggelse         |              | Frösthult, Uppland  |       | 59.732711, 16.948527 | 12000000003560 | Ladda upp en bild av detta fornminne      |
| Frösthult 160                | Husgrund, historisk tid     |              | Frösthult, Uppland  |       | 59.739375, 16.951596 | 12000000003563 | Ladda upp en bild av detta fornminne      |
| Frösthult 162                | Stensättning                |              | Frösthult, Uppland  |       | 59.726054, 17.021449 | 12000000003565 | Ladda upp en bild av detta fornminne      |
| Frösthult 164                | Stensättning                |              | Frösthult, Uppland  |       | 59.731285, 16.979572 | 12000000003567 | Ladda upp en bild av detta fornminne      |
| Frösthult 166                | Stensättning                |              | Frösthult, Uppland  |       | 59.721870, 16.974043 | 12000000003569 | Ladda upp en bild av detta fornminne      |
| Frösthult 167                | Stensättning                |              | Frösthult, Uppland  |       | 59.731292, 16.978358 | 12000000003570 | Ladda upp en bild av detta fornminne      |
| Frösthult 169                | Stensättning                |              | Frösthult, Uppland  |       | 59.720511, 16.968533 | 12000000003572 | Ladda upp en bild av detta fornminne      |
| Frösthult 175                | Stensättning                |              | Frösthult, Uppland  |       | 59.730773, 17.022806 | 12000000003578 | Ladda upp en bild av detta fornminne      |
| Frösthult 176                | Stensättning                |              | Frösthult, Uppland  |       | 59.722817, 16.966069 | 12000000003579 | Ladda upp en bild av detta fornminne      |
| Frösthult 186                | Stensättning                |              | Frösthult, Uppland  |       | 59.721725, 16.967949 | 12000000003590 | Ladda upp en bild av detta fornminne      |
| Frösthult 188                | Röse                        |              | Frösthult, Uppland  |       | 59.721708, 16.970677 | 12000000003592 | Ladda upp en bild av detta fornminne      |
| Frösthult 191                | Röse                        |              | Frösthult, Uppland  |       | 59.721120, 16.972492 | 12000000003595 | Ladda upp en bild av detta fornminne      |
| Frösthult 194                | Stensättning                |              | Frösthult, Uppland  |       | 59.731213, 16.979560 | 12000000003598 | Ladda upp en bild av detta fornminne      |
| Frösthult 199                | Stensättning                |              | Frösthult, Uppland  |       | 59.729593, 16.979432 | 12000000003603 | Ladda upp en bild av detta fornminne      |
| Frösthult 200                | Röse                        |              | Frösthult, Uppland  |       | 59.722009, 16.967620 | 12000000003604 | Ladda upp en bild av detta fornminne      |
| Frösthult 202                | Stensättning                |              | Frösthult, Uppland  |       | 59.726823, 16.975372 | 12000000003606 | Ladda upp en bild av detta fornminne      |
| Frösthult 204                | Stensättning                |              | Frösthult, Uppland  |       | 59.722379, 16.966748 | 12000000003608 | Ladda upp en bild av detta fornminne      |
| Frösthult 206                | Röse                        |              | Frösthult, Uppland  |       | 59.718699, 16.986658 | 12000000003610 | Ladda upp en bild av detta fornminne      |
| Kungsbacken (Frösthult 209)  | Stensättning                |              | Frösthult, Uppland  |       | 59.749514, 16.940971 | 12000000003688 | Ladda upp en bild av detta fornminne      |
| Frösthult 210                | Stensättning                |              | Frösthult, Uppland  |       | 59.756497, 16.935019 | 12000000003689 | Ladda upp en bild av detta fornminne      |
| Frösthult 224                | Röse                        |              | Frösthult, Uppland  |       | 59.730870, 16.958613 | 12000000113115 | Ladda upp en bild av detta fornminne      |
| Frösthult 233                | Stensättning                |              | Frösthult, Uppland  |       | 59.723151, 16.965158 | 12000000113226 | Ladda upp en bild av detta fornminne      |
| Frösthult 234                | Stensättning                |              | Frösthult, Uppland  |       | 59.722213, 16.973292 | 12000000113229 | Ladda upp en bild av detta fornminne      |
| Simtuna 95:1                 | Stensättning                |              | Frösthult, Uppland  |       | 59.734834, 16.910365 | 10026400950001 | Ladda upp en bild av detta fornminne      |